# سام هاريس
سام هاريس (بالإنجليزية: Samuel Benjamin Harris) (مواليد 9 أبريل 1967) هو مؤلف وفيلسوف ومفكر وعالم أعصاب أمريكي وهو أحد مؤسسي مشروع إدراك ومديره التنفيذي. سام مؤلف كتاب «نهاية الإيمان» الذي صدر عام 2004 والذي ظهر في لائحة النيويورك تايمز لأفضل المبيعات 33 أسبوعًا على التوالي. كما تُوّج الكتاب بجائزة بَنْ (PEN Award) عام 2005. عام 2006، قام هاريس بنشر كتابه «رسالة إلى أمة مسيحية» ردّا على انتقادات لكتاب «نهاية الإيمان». تَبِع هذا العمل كتابه «المشهد الأخلاقي»، الذي صدر سنة 2010، ليتبعه بمقاله من الطراز الطويل «أنْ تكذب» سنة 2012، لتتم سلسلة مؤلفاته مع كتاب «الاستيقاظ: دليل إلى الروحانية الخالية من التدين».
هاريس أحد المنتقدين المعاصرين للأديان، كما يُعتبر أحد أهم مؤيدي الشكوكية العلمية وحركة الإلحاد الجديد. يتميز بدفاعه القوي عن العلمانية، وحرية الاعتقاد وحرية انتقاد الأديان. كتب هاريس عدة مقالات لكل من المواقع الإخبارية الهافنغتون بوست، ولوس أنجلوس تايمز، والواشنطن بوست، والنيويورك تايمز، والنيوزويك، والمجلة العلمية نيتشر.
في كتابه، «المشهد الأخلاقي»، يقترح هاريس أن العِلم قادر على الإجابة على الأسئلة الأخلاقية والمساهمة في تحقيق الحياة الكريمة للفرد.

## أفكاره
المبدأ الأساسي الذي يشرح أفكار هاريس هو: «آن الأوان أن نشكك بفكرة الدين بشكل حر». ويصف اليهودية والمسيحية والإسلام بالأفكار المتحجرة التي تسمح بأذية الآخرين بسبب معتقداتهم. وبالتالي، يعتبر أن الحضارة الإنسانية تواجه مخاطر حقيقية لأنها تحرم التشكيك بالأديان وهذا التحريم يمنع التطور نحو حياة روحانية وأخلاقية أفضل. على الرغم من إلحاده، إلا أنه يبتعد عن استعمال هذا الوصف لأنه يعتبره غير ضروري وهدام  لأنه لا يعتبر نظرة حياة أو فكرة فلسفية بحق. هو يؤمن أنه يجب على الملحد « أن لا يطلق أي صفة على نفسه. يجب أن نلتزم التقية لبقية حياتنا. وخلال حياتنا، يجب أن نلتزم اللياقة، ونكون صادقين وأن ندمر الفكر الهدام أينما وجد»
يجادل هاريس بأن الأديان مليئة بالأفكار السيئة ويصفها بأنها «من أشنع أنواع الانحراف الذي يسيء استعمال الذكاء والإدراك الإنساني». وهو يقارن المعتقدات الدينية المعاصرة بالمعتقدات الدينية الإغريقية التي أثبتت عدم صحتها.
كما يرفض بأن التوراة هي من تأليف إله كامل المعرفة وذلك لأن محتوى التوراة لا يملك أي من أدوات الإعجاز ويمكن لأي شخص بثقافة القرن الأول أن يكتبه.
في كتابه بعنوان «نهاية الإيمان»، يصف العقيدة الدينية بأنها معيبة لأنها تعتمد على الإيمان بدلا من اعتماد الحقائق والخبرة. وهو يقول أن الأديان تسمح بتحويل خرافات أو أفكار نعلم أنها غبية إلى أفكار مقبولة، وحتى مقدسة. فمثلا، الدين يعتبر وجود إله يسمع أفكارك من الأمور البديهية، بينما ينعت أي شخص يدعي أن الله يتصل به عن طريق المطر بطريقة مورس بالجنون.
يدعو هاريس إلى تعصب إصلاحي مفيد وغير قسري بخلاف تعصب الاضطهاد الديني المنتشر. هو يدعو إلى تعصب نقاشي الذي يقيس القناعات الشخصية بقياس الحق وتعتمد الصدق الواعي في تفهم الأفكار الدينية واللادينية.

### اليهودية
ولد هاريس لأم يهودية وأب مسيحي إلا أنه تربى على الأفكار العلمانية. وصفه كريستوفر هيتشنز، أحد نقاد الدين، بأنه «مقاتل يهودي ضد السلطة الدينية وكل أشكال التعصب الديني».
انتقد هاريس اليهود في كتابه بعنوان «نهاية الإيمان» وأتباعهم بقوله «إن حجم تظلمات اليهود عبر الأزمنة وبخاصة المحرقة اليهودية، تجعل من المستحيل تبرير فكرة أن اليهود جلبوا المصائب على أنفسهم... إلا أن هذه هي الحقيقة... فالفكر اليهودي هو شعلة التعصب...  فاليهود يعتقدون أنهم شعب الله المختار الوحيدون وبالتالي، أمضوا الألفي سنة الماضية يتعاونون مع من يراهم بخلاف ذلك مما جعلهم يرون أنفسهم كذلك من غير رجعة ويضعهم بمواجهة التطور والحداثة. فاليهودية بجوهرها مؤسسة تحث على الإنشقاق. فالمستعمرون اليهود باعتمادهم على مباديء حرية الإعتقاد يشكلون العائق الرئيسي أمام السلام في الشرق الأوسط»

## الأسلام
في عام 2006، وصف هاريس الإسلام بأنه "هامشي ولا مركزي" وكتب في كتاب نهاية الإيمان أن "عقيدة الإسلام ... تمثل خطرًا فريدًا علينا جميعًا"، مجادلًا بأن الحرب على الإرهاب هي في الحقيقة حرب ضد الإسلام. في عام 2007، سأل هاريس في مناظرة "الفرسان الأربعة" الشهيرة زملائه الملحدين، هيتشنز، وداوكنز، ودينيت، "هل تشعرون بوجود أي عبء علينا، باعتبارنا نقادًا للدين، أن نكون منصفين في نقدنا للدين، أم أنه من العدل أن نلاحظ أن هناك طيفًا من الأفكار والالتزامات الدينية والإسلام على أحد طرفيه والأميش والجاينيون وغيرهم على الطرف الآخر، وهناك اختلافات حقيقية هنا يتعين علينا أخذها على محمل الجد." في عام 2014، قال هاريس إنه يعتبر الإسلام "عدائيًا بشكل خاص ومعاديًا لمعايير الخطاب المدني"، لأنه ينطوي على ما يعتبره هاريس "أفكارًا سيئة، لأسباب سيئة، تؤدي إلى سلوك سيئ". في عام 2015، شارك هاريس والناشط الإسلامي العلماني ماجد نواز في تأليف كتاب "الإسلام ومستقبل التسامح". في هذا الكتاب، ذكر هاريس أن كلمة الإسلاموفوبيا هي "ميم خبيث"، وهي تسمية تمنع مناقشة التهديد الذي يشكله الإسلام. وقد وصف جوناثان ماتوسيتز، الأستاذ المشارك في جامعة سنترال فلوريدا، هاريس في عام 2020 بأنه "بطل اليسار المناهض للجهاد".

### علوم الأخلاقيات
في كتابه بعنوان «المشهد الأخلاقي: كيف يمكن للعلوم أن تحدد القيم الإنسانية»، شرح أن «الرفاهية الإنسانية ليست ظاهرة عشوائية بل تعتمد على عوامل متعددة تبدأ من عوامل عصبوية وحيوية وتنتهي بعوامل اجتماعية واقتصادية"» وهو يؤكد أنه بفضل الاكتشافات العلمية والتقنية، وصل التطور الإنساني إلى مرحلة متقدمة تسمع للعلوم بأن تؤثر في تحديد عوامل الرفاهية الإنسانية. وهو يشدد أنه آن الأوان أن ندعم النهج العلمي في تحديد قوانين الأخلاق رافضا مبدأ أن الدين هو الذي يحددها. وهو مقتنع بأنه عندما تعتمد العلوم كأداة لتحديد الأحلاق، ستنضم الأخلاقيات الدينية إلى المكب التي رمي بها الشعوذات مثل التنجيم والسحر وأساطير الإغريق. بطبيعة الحال، واجهت هذه الأفكار الكثير من الاعتراضات ورد هاريس على منتقديه بمقالة نشرت على موقع هافنغتون بوست

### الروحانيات
على الرغم من أفكاره المعارضة للدين، لا يرى هاريس أي غضاضة في القبول بالروحانيات وأنه «من المنطقي أن نحاول الوصول إلى حالة عقلية تعتبر مركزية في الأديان. فالتعاطف والتبجيل والإخلاص والشعور بالوحدانية هم من أسمى أنواع الخبرات التي على الإنسان أن يعيشها.»

### انتماءات تنظيمية
أسس هاريس مع زوجته أناكا عام 2007 مشروعاً خيرياً سمياه مشروع إدراك (بالإنجليزية: Project Reason) يهدف إلى نشر المعرفة العلمية والقيم العلمانية في المجتمع. وهو عضو استشاري في تحالف علمانيي أميركا، وهي هيئة ضغط تمثل اللادينيين الأمريكيين.

## علم الأعصاب
اهتمامه بمواضيع الإيمان والدين جعله يحصل شهادة دكتوراه في علم النفس الإدراكي من جماعة كاليفورنيا في لوس أنجلوس. وهذا أهله في استخدام تقنية الرنين المغناطيسي لمعرفة كيفية اختلاف عمل الدماغ عندما يقرر شخص ما أن نصًا هو نص صحيح أو خاطئ عبر العديد من التصنيفات مثل الرياضية والجغرافية والدينية والأخلاقية.
وفي دراسة أخرى، درس هاريس وزملائه العوامل والوظائفية العقلية المترابطة بالدين والإيمان. ولاحظوا أن هذه العوامل تفعل عمل قشرة الفص البطني الإنسي في الدماغ وهي المنطقة الدماغية المسؤولة عن اتخاذ القرارات العاطفية وتحديد المكافآت والتفكير الذاتي.

## وصلات خارجية
- سام هاريس على موقع IMDb (الإنجليزية)
- سام هاريس على موقع ميوزك برينز (الإنجليزية)
- سام هاريس على موقع إن إن دي بي (الإنجليزية)
- سام هاريس على موقع قاعدة بيانات الفيلم (الإنجليزية)

- الموقع الرسمي
- Project Reason profile